# Обе Нкамбадьо
Обе Альфа Нкамбадьо (7 лютого 2003) — французький футболіст, воротар клубу Ліги 2 «Париж».

## Клубна кар'єра
Нкамбадьо — вихованець клубів «АФ Епіне», «АС Женеза Обервільє» і «Ентенте ССГ», після чого у 2019 році перейшов у ФК «Париж». 29 червня 2020 року він підписав 3-річний молодіжний контракт із ФК «Париж» і був переведений у команду B. У липні 2021 року підписав професійний контракт з клубом до 2024 року. 22 вересня 2023 року продовжив контракт із клубом до 2026 року. Він дебютував у складі ФК «Париж» у матчі з «Аннесі» (2–2) 30 вересня 2023 року.

## Кар'єра у збірній
Нкамбадьо народився у Франції та має конголезьке походження. У 2017 році його викликали до збірної Франції U-17.У жовтні 2023 року його викликали до збірної Франції U-21.

## Титули і досягнення
Олімпійська збірна Франції
- Срібні медалі Олімпійських ігр 2024[8]